# Самаркандский областной комитет КП Узбекистана
Самаркандский областной комитет КП Узбекистана - орган управления Самаркандской областной партийной организацией КП(б) - КП Узбекистана (1938-1991 годы).
Самаркандская область образована 15 января 1938 в числе 5 первых областей Узбекской ССР, с 8 декабря 1992 Самаркандский вилайет. Центр - г.  Самарканд.
Ранее Самаркандская область уже существовала в Российской империи, а затем в РСФСР (1887-29.09.1926)

## Председатель областного комитета РКП(б)
1920-06.1920 Рахимбаев Абдулло Рахимбаевич

## Ответственные секретари обкома РКП(б) - ВКП(б) (1920-1926)
1920-1921 Райтер Иосиф Львович
01.1922-15.03.1923 Мавлянбеков Ахметбек Маткулович
1923-1924 Хамутханов Ганихан
09.1924-1926 Ходжаев (Мумин-Ходжаев) Мумин Сулейманович

## Первые секретари обкома (1938-1991)
1938 Абдукаримов, Мамаджан
1938-1939 Никулин Виктор Михайлович
1939-1940 Шамуратов, Абдулла Хусоимович
1943-1948 Махмудов Насыр
11.1948-04.1950 Ариф Алимович Алимов
1950-1954 Камбаров Турсун
1954-1957 Якубов, Нор
03.1957-03.1959 Ариф Алимович Алимов
1959-1963 Махмудов Арзи
1963-30.01.1964 (сельский) Махмудов Арзи
1963-03.1964 (промышленный) Ходжаев Асадилла Ашрапович
04.1964-1973 Усманов, Саидмахмуд Ногманович
1973- 4.10.1974 Кадыров, Владимир Николаевич
27.11.1974-1982 Рахимов, Бекташ Рахимович
1982- 3.10.1987 Ашуралиев, Рашид Салахутдинович
3.10.1987-19.10.1988 Раджабов Назир Раджабович
21.10.1988- 7.10.1989 Икрамов, Анвар Салихович
7.10.1989-14.09.1991 Абдурахманов, Пулат Маджитович